# Roger Shepard
Pour les articles homonymes, voir Shepard.
Roger Newland Shepard, né le 30 janvier 1929 à Palo Alto (Californie) et mort le 30 mai 2022 à Tucson, est un scientifique américain spécialisé en psychologie cognitive.
Un bon nombre de ses recherches ont été effectuées dans le domaine des processus mentaux (sur la rotation mentale d'objets tridimensionnels par exemple). Il est l'auteur de Toward a Universal Law of Generalization for Psychological Science et à l’origine de l’illusion des tables de Shepard.

## Distinctions
- 2006 : prix Rumelhart
- Docteur honoris causa de l'université de l'Arizona
- Docteur honoris causa de l'université Rutgers
- Docteur honoris causa de l'université Harvard
- Récipiendaire de la National Medal of Science
- Membre de l'Académie nationale des sciences
- Membre de l'Académie américaine des arts et des sciences
- Membre de la Société américaine de philosophie